# Vrapčište
Vrapčište (makedonsky: Врапчиште, albánsky: Vrapçisht, turecky: Vrapçişte) je vesnice v Severní Makedonii. Vesnice je zároveň sídlem opštiny Vrapčište v Položském regionu.

## Demografie
Podle sčítání lidu z roku 2002 žije ve vesnici 4874 obyvatel. Etnickými skupinami jsou:
- Turci – 2899
- Albánci – 1777
- Makedonci – 172
- ostatní – 26